# Getto we Włocławku

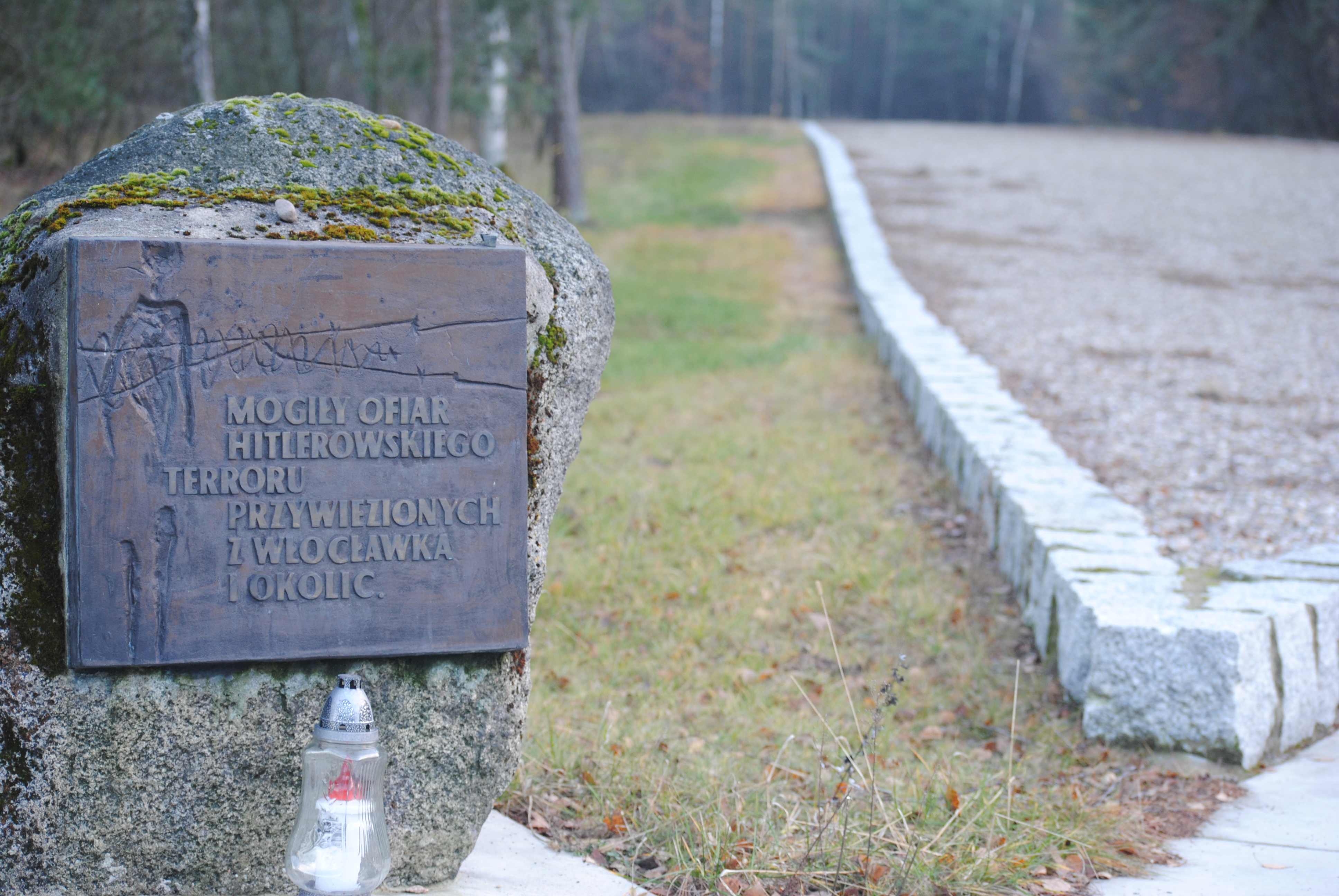
Mogiła Żydów z włocławskiego getta na terenie Lasu Rzuchowskiego

Getto we Włocławku – getto żydowskie utworzone podczas II wojny światowej przez okupantów we Włocławku.

## Historia
Przed wybuchem II wojny światowej we Włocławku mieszkało od 10 do 14 tysięcy Żydów. 24 września 1939 roku hitlerowcy spalili Nową i Starą synagogę, oskarżając mieszkających w pobliżu Żydów o podpalenie. W listopadzie 1939 roku, z rozkazu Maxa Dunkhorsta (doradcy ds. żydowskich), aresztowano żydowskich nauczycieli i przedstawicieli inteligencji, następnie rozpoczęto deportacje. 1 grudnia najbiedniejszych Żydów wysiedlono do Ożarowa, 15 grudnia kolejna grupa została deportowana do Zamościa. 15 lutego 1940 roku kolejny transport wysłano do Tarnowa.
Do 1940 roku utworzono we Włocławku Judenrat, na czele którego stanął Icchak Kowalski. Latem 1940 roku w mieście pozostawały około 4 tysiące Żydów, którzy skoncentrowani byli na ulicach Łęgskiej, Kowalskiej, Królewickiej i Targowej. Getto we Włocławku utworzono na przełomie października i listopada 1940 roku na terenie osiedla Rakutówek. Granice getta wyznaczały ulice Obrońców Pokoju, Nowomiejska i Starodębska oraz tory kolejowe. 9 listopada 1940 roku Niemcy zorganizowali w mieście pogrom Żydów, którzy nie przenieśli się jeszcze do getta.
Komendantem getta został mianowany Polizeimeister Irme. 9 listopada 1940 roku getto otoczone zostało drutem kolczastym. W getcie powstała także policja żydowska pod dowództwem Ignacego Fenstera. Otwarto publiczną kuchnię, która otrzymywała wsparcie z American Jewish Joint Distribution Committee. Prowadzono także działalność kulturalną, której centrum stał się cmentarz żydowski, zniszczony w zimie 1941 roku. W getcie przebywało około 3 lub 4 tysięcy Żydów.
Od lata 1941 roku warunki bytowe w getcie znacząco się pogorszyły. W czerwcu 1941 roku wywieziono transport 500 Żydów do obozu pracy w Poznaniu, kolejny transport tej samej wielkości wysłano do obozu pracy w Chodzieży. 26 września grupa dziewcząt i młodych kobiet została wysłana do pracy przymusowej w obozie Antonienhof pod Poznaniem. Część Żydów przesiedlono także do getta łódzkiego. Po tych deportacjach znacznie zmniejszono obszar getta. 16 listopada 1941 roku getto zostało całkowicie odizolowane od reszty miasta, tłumaczone było to przez nazistów wybuchem epidemii tyfusu.
W kwietniu 1942 roku przystąpiono do likwidacji getta. 24 kwietnia, 400 mężczyzn z getta zostało wysłanych do obozów pracy przymusowej m.in. we Wrześni, Nekli oraz w okolicach Poznania. W getcie pozostało mniej niż tysiąc Żydów, których 27 kwietnia 1942 roku wywieziono do obozu zagłady w Chełmnie nad Nerem i tam zamordowano. Następnie budynki na terenie getta zostały spalone przez specjalny oddział Schutzstaffel.